# Worth Township (comté de Centre, Pennsylvanie)
Pour les articles homonymes, voir Worth Township.
Worth Township est un township, situé au sud-ouest du comté de Centre, aux États-Unis,. En 2010, il comptait une population de 824 habitants.

## Démographie
Lors du recensement de 2010, le township comptait une population de 824 habitants. Elle est également estimée, en 2016, à 829 habitants.

### Source de la traduction
- (en) Cet article est partiellement ou en totalité issu de l’article de Wikipédia en anglais intitulé « Worth Township, Centre County, Pennsylvania » (voir la liste des auteurs).